# Peugeot Type 69
Pour les articles homonymes, voir Peugeot Bébé.
La Peugeot Type 69, premier modèle à être surnommé « Peugeot Bébé », est une automobile de 1905 du constructeur Peugeot (dirigé par Armand  Peugeot), alors en concurrence avec le constructeur Peugeot Frères (aux mains de ses neveux Robert, Pierre et Jules Peugeot).
Son moteur est de type monocylindre vertical. La S.A. Italiana per la fabbricazione di automobili Peugeot-Croizat de Turin en Italie a produit le Type 69 sous licence. Les véhicules de Turin avaient augmenté la cylindrée à 695 cm³, s’écartant ainsi de l’original. La production s’est déroulée de 1905 à 1907.

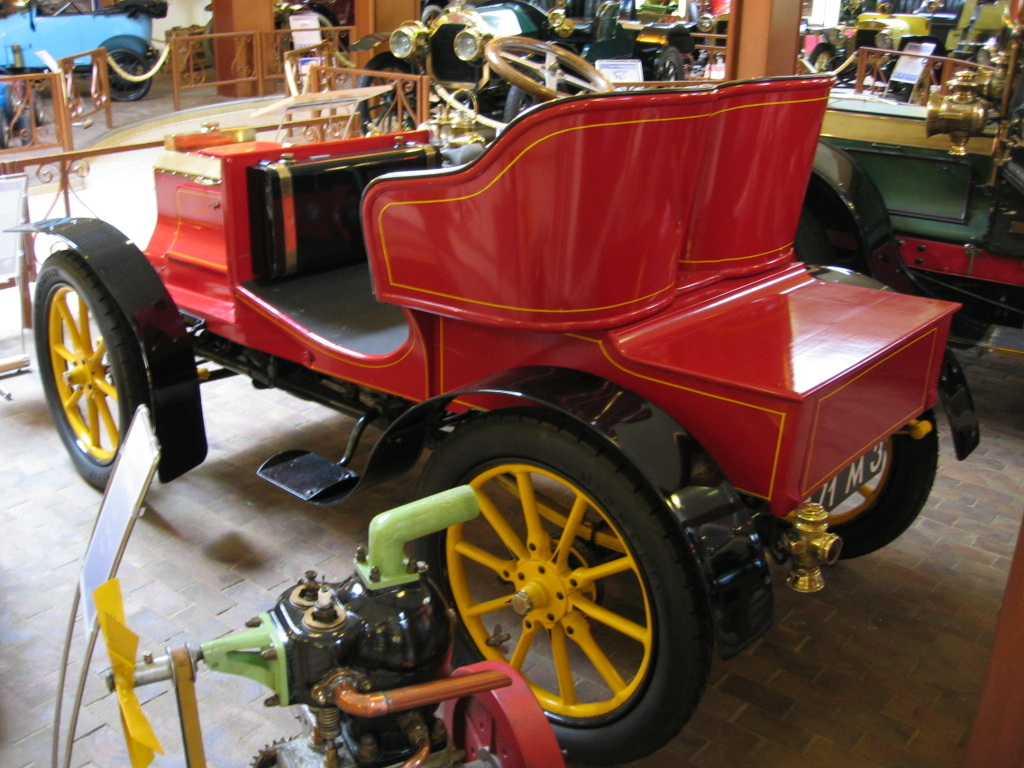
Peugeot Type 69 Bébé de 1905.